# Ondernemingsrecht
Ondernemingsrecht is een onderdeel van het privaatrecht, dat zich bezighoudt met rechtspersonen en dan toegespitst op bedrijven met winstoogmerk, dus ondernemingen. De stichting valt daar veelal buiten.
Het ondernemingsrecht wordt vaak nog onderverdeeld in rechtspersonenrecht en vennootschapsrecht. Het vennootschapsrecht gaat dan alleen over de besloten vennootschap en de naamloze vennootschap. Het rechtspersonenrecht is veel ruimer en gaat over alle rechtspersonen, waaronder dus ook de besloten vennootschap en de naamloze vennootschap. Ondernemingsrecht wordt vaak als apart onderdeel gezien van handelsrecht.  
Er zijn ondernemingsrecht advocaten die een nog ruimere definitie van ondernemingsrecht aanhouden. Zij zien bijvoorbeeld het contractrecht ook als onderdeel van het ondernemingsrecht. 

## Rechtspersonenrecht
In het rechtspersonenrecht, vastgelegd in het Burgerlijk Wetboek deel 2, worden juridische structuren die rechtspersoonlijkheid hebben behandeld.
Een vennootschap is een ondernemingsvorm waarbij de onderneming of het bedrijf al dan niet een zelfstandige juridische en fiscale entiteit vormt, al naargelang de gekozen rechtsvorm.
Voor Nederland zie verder Nederlands rechtspersonenrecht.